# 大モロッコ

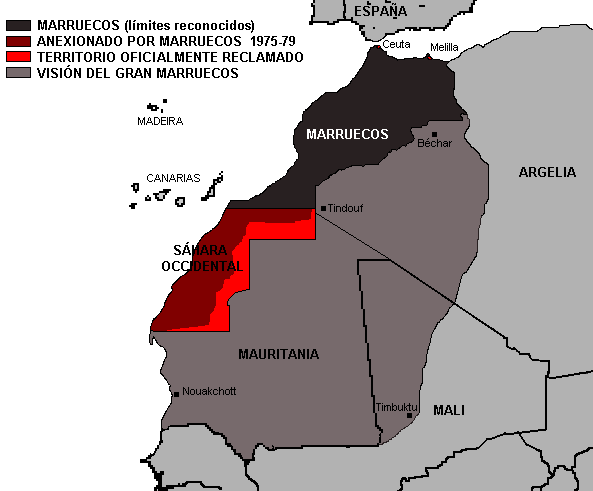
大モロッコ

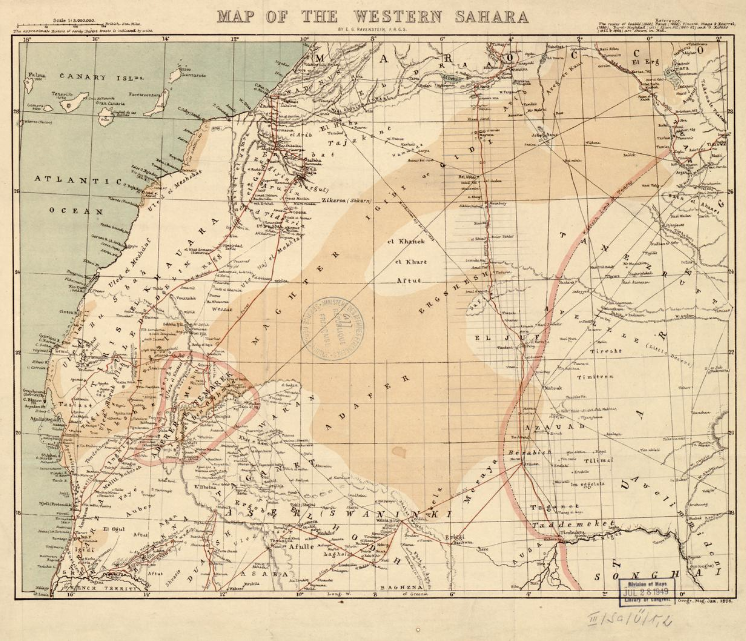
1876年の西サハラ

大モロッコ(アラビア語：المغرب الكبير)は、モロッコの民族統一主義者が掲げる領域である。
現在モロッコ政府はこの主張をしていないが、セウタ・メリリャ等スペインの飛地地域（プラサス・デ・ソベラニア）および西サハラの領有は主張している。

## 歴史
1956年、モロッコがフランスから独立した。
1958年、前年のイフニ戦争の結果、スペインからジュビー岬を獲得した。
1960年、モーリタニアがフランスから独立した。
イスティクラル党の アラル・アル・ファッシがこれに反対して「完全な解放」を主張した為に、国交を結ぶのに9年もかかった。
1963年、アルジェリアのフランスからの独立を受けて、モロッコは南西部のティンドゥフ県とベシャール県に対し、かつてモロッコの主権下にあった領域だとして侵攻した。
同年、アフリカ統一機構が発足した。
1964年、砂戦争が終結した。
国境は動かず、モロッコはアルジェリアへの領土要求を放棄した。
1969年、大モロッコに含まれるモーリタニアを承認し、国交を結んだ。しかし、西サハラと北岸のプラサス・デ・ソベラニアの領土主張は続けた。
1975年、マドリード協定が結ばれ、スペイン領サハラの西半分を獲得した。
1976年、西サハラを領土と主張する亡命政権のサハラ・アラブ民主共和国が発足した。
1984年、西サハラのアフリカ統一機構加盟を受けて、モロッコは脱退した。
2002年、アフリカ統一機構がアフリカ連合に発展解消したが、モロッコは非加盟を続けた。
アフリカの国で非加盟なのはモロッコだけだった。
同年、北岸から250mの位置に浮かぶ無人のスペイン領ペレヒル島を、モロッコが一時的に占領した。
スペインは特殊作戦集団を派遣して奪還した。
2016年、西サハラへの領土主張は続けるものの、アフリカ連合への加盟申請を行った。
2017年、再加盟が承認された。